# ADPリボース化

ADPリボースの構造

ADPリボース化（ADP-ribosylation）はタンパク質の翻訳後修飾の一つで、1つまたはそれ以上のアデノシン二リン酸（ADP）リボースを付加する反応である。この反応は細胞間の情報伝達やDNA修復、アポトーシスなど多くの細胞機能に関わっている。

## 酵素

百日咳毒素によるシステイン残基のADPリボース化の化学反応式。
コレラ毒素ではアルギニン残基がADPリボース化を受ける。

ADPリボース化反応はADPリボシルトランスフェラーゼという酵素によって触媒され、ニコチンアミドアデニンジヌクレオチド（NAD+）からアルギニン、グルタミン酸、アスパラギン酸などの残基にADPリボースを転移させる。ヒトではNADからアルギニンにADPリボースを移す1種類の酵素のみが見つかっていて、ヒストンなどのタンパク質を修飾している。この反応は可逆で、例えばADPリボシルアルギニンのADPリボースは、ADPリボシルアルギニンヒドロラーゼによって除去することができる。
ADPリボースはまた、ポリADPリボース化作用と呼ばれる反応によって、長い側鎖を持ったタンパク質に転移することもできる。この修飾反応は、原核生物と酵母を除くほとんど全ての真核生物に見られるポリADPリボースポリメラーゼによって触媒される。ポリADPリボース化は、DNA修復やテロメアの維持において重要な役割を果たしている。

## 細菌毒
ADPリボース化はコレラや百日咳などの細菌の毒性の発現にとっても重要である。これらの毒性タンパク質はADPリボシルトランスフェラーゼで、ヒト細胞中の標的タンパク質を修飾する。例えばコレラ毒素はヒトのGタンパク質のαサブユニット（Gsα）のアルギニン残基をADPリボース化して小腸から大量の液体を分泌させ、致死的な下痢を引き起こす。この他、百日咳毒素も同じく異なる種類のGタンパク質のαサブユニット（Giα）のシステイン残基をADPリボース化して毒性を発揮する。